# Oplonia spinosa
Oplonia spinosa es una especie de arbusto perteneciente a la familia de las acantáceas. Es endémica del Caribe.

## Descripción
Es un arbusto espinoso que alcanza diversos tamaños, desde enanos hasta los 3 m de altura,  con espinas curvas de 4-12 mm de largo, y hojas variables en tamaño y forma.

## Sinonimia
- Anthacanthus spinosus (Jacq.) Nees
- Jasminum coeruleum Kuntze
- Justicia spinosa Jacq.